# Rhabdomastix laeta
Rhabdomastix laeta là một loài ruồi trong họ Limoniidae. Chúng phân bố ở miền Cổ bắc.